# Glenn Eller
Walton Glenn Eller (Houston, 6 gennaio 1982) è un tiratore a volo statunitense della specialità double trap, campione olimpico a Pechino 2008.

## Biografia
Nato a Houston, da Clara Anne Rackley e Walton Glenn Eller Jr., nel 1994, vinse il suo primo titolo vincendo il U.S. National Sporting Clay nella categoria subjunior.. Nel 1996, è stato il primo tiratore statunitense a vincere il titolo al British Open Sporting Clay, nella categoria junior. A 18 anni ha partecipato ai Giochi olimpici di Sydney, qualificandosi al 12º posto nel double trap. Alle successive olimpiadi di Atene 2004 non riuscì a migliorarsi, arrivando solo 17º.
A Pechino 2008 conquistò invece il titolo olimpico.
Glenn Eller è un soldato dell'esercito americano.